# GLG1
GLG1‏ (Golgi glycoprotein 1) هوَ بروتين يُشَفر بواسطة جين GLG1 في الإنسان.